# Josephine Hull
Josephine Hull   (Newtonville, 3 de gener de 1877 - Bronx, 12 de març de 1957) va ser una actriu estatunidenca.

## Biografia
El seu nom de naixement era Josephine Sherwood i va néixer a Newtonville, Massachusetts, filla de William H. Sherwood i Mary Elizabeth Tewkesbury. Va anar al New England Conservatory of Music (Boston) i al Radcliffe College, a Cambridge, Massachusetts.

## Carrera
Hull va fer el seu debut teatral el 1905, i després d'alguns anys com a corista es va casar amb l'actor Shelley Hull (germà major de l'actor Henry Hull) el 1910. Després de la primerenca mort del seu marit, l'actriu es va retirar fins a 1923, quan va tornar amb el nom de Josephine Hull. Ella i Shelley no havien tingut fills.
El 1910 va tenir el seu primer èxit teatral en l'obra guanyadora del Premi Pulitzer Craig's Wife de George Kelly. Kelly va escriure un paper especialment per a ella en la seva següent obra, Daisy Mayme, que també va ser posada en escena el 1926. Va continuar treballant en el teatre de Nova York al llarg de la dècada de 1920s. En les dècades de 1930 i 1940, Hull va aparèixer en tres èxits de Broadway, com una chiflada matriarca en No us l'endureu pas (1936), com una velleta xiflada i encantadora però homicida en Arsenic and Old Lace (1941), i en Harvey (1944). Totes les obres eren de llargs períodes, i li van prendre deu anys de la seva carrera.
La seva última obra teatral de Broadway, The Solid Gold Cadillac (1954-55), més tard va ser portada al cinema per la molt més jove Judy Holliday.

## Cinema
Hull va fer només sis pel·lícules, començant el 1929 amb The Bishop's Candlesticks. Va ser seguida per dues aparicions el 1932, After Tomorrow (recreant el seu paper del teatre) i The Careless Lady. El 1938 va perdre l'oportunitat de recrear del seu paper en You Can't Take It With You, ja que encara estava en escena amb l'espectacle. En el seu lloc va aparèixer Spring Byington en la versió cinematogràfica. Hull i la canadenca Jean Adair van interpretar a les germanes Brewster en la pel·lícula Arsènic per compassió de 1944 (protagonitzada per Cary Grant), i també va estar en la versió cinematogràfica dE Harvey, interpretant a la germana de James Stewart.
Va ser per aquest paper que Hull va guanyar el seu Oscar a la millor actriu secundària; aquesta va ser la seva única nominació. Després Hull va fer només una pel·lícula més, The Lady from Texas (1951); també va aparèixer en la versió de CBS-TV de Arsenic and Old Lace el 1944, amb Ruth McDevitt, una actriu que sovint succeïa a Hull en els seus papers a Broadway, com la seva germana.
Hull es va retirar el 1955, i va morir en El Bronx el 1957 d'una hemorràgia cerebral.

## Filmografia
| Any  | Pel·lícula                                   | Paper               | Notes                                                                         |
| ---- | -------------------------------------------- | ------------------- | ----------------------------------------------------------------------------- |
| 1929 | The Bishop's Candlesticks                    |                     |                                                                               |
| 1932 | Careless Lady                                | Tia Cora            |                                                                               |
| 1932 | After Tomorrow                               | Mrs. Piper          |                                                                               |
| 1944 | Arsènic per compassió (Arsenic and Old Lace) | Tia Abby Brewster   |                                                                               |
| 1950 | Harvey                                       | Veta Louise Simmons | Oscar a la millor actriu secundària Globus d'Or a la millor actriu secundària |
| 1951 | The Lady from Texas                          | Miss Birdie Wheeler |                                                                               |